# زیتاکوارو
زیتاکوارو (به اسپانیایی: Zitácuaro) از شهرهای کشور مکزیک است که در ایالت میچوآکان قرار دارد و جمعیت آن طبق سرشماری سال ۲۰۱۰ میلادی ۱۳۶٬۸۷۹ نفر بوده است.